# Piaya
Piaya là một chi chim trong họ Cuculidae.